# Диармайт Уа Бриайн
Диармайт Уа Бриайн (ок. 1060—1118) — король Мунстера из династии Уа Бриайн (1114—1115, 1116—1118), сын короля Мунстера и верховного короля Ирландии Тойрделбаха Уа Бриайна (ум. 1086).

## Биография
Один из трёх сыновей Тойрделбаха Уа Бриайна (1009—1086), короля Мунстера (1064—1086) и верховного короля Ирландии (1072—1086). Его матерью была Дубхоблайг (ум. 1088) из клана Уи Хеннселайг. У него было два сводных брата — Тадг (ум. 1086) и Муйрхертах (ум. 1119).
В 1086 году после смерти Тойрделбаха Уа Бриайна королевство Мунстер было разделено между тремя его сыновьями: Тадгом, Муйрхертахом и Диармайтом. Через месяц после смерти отца скончался Тадг. Муйрхертах Уа Бриайн изгнал своего брата Диармайта и стал править в королевстве единолично. Считается, что Диармайт Уа Бриайн был командиром ирландского флота, участвовавшего в битве при Минитд-Карне на стороне короля Дехейбарта Риса ап Теудура.
В 1093 году Диармайт Уа Бриайн примирился со своим старшим братом, королём Мунстера Муйрхертахом и получил титул дукса Уотерфорда. В 1114 году, воспользовавшись болезнью Муйрхертаха Уа Бриайна, Диармайт захватил королевский трон Мунстера и изгнал своего брата из королевства. В течение четырех лет Диармайт вынужден был вести междоусобную борьбу за власть со своим братом. В следующем годы Муйрхертах собрал силы и отвоевал трон у брата. В 1116 году Диармайт напал на Муйрхертаха Уа Бриайна и Брайна Уа Бриайна, осаждавших Лимерик.
В 1118 году Диармайт Уа Бриайн скончался в Корке. В том же году король Коннахта Тойрделбах Уа Конхобайр вторгся в Мунстер и разделил королевство между сыновьями Диармайта Уа Бриана и Тадга Маккарти. Конхобар Уа Бриайн получил Томонд, а Тойрделбах Маккарти стал править в Десмонде.

## Дети
- Конхобар мак Диармата Уа Бриайн (ум. 1142), король Томонда (1118—1142), король Мунстера (1138—1142) и Дублина (1141—1142)
- Тойрделбах мак Диармата Уа Бриайн (ум. 1167), король Томонда и Мунстера (1142—1167)
- Тадг Глаэ мак Диармата Уа Бриайн (ум. 1154), король Десмонда (1122—1154)
- Доннхад мак Диармата Уа Бриайн (ум. 1164), епископ Киллало (ок. 1161—1164).